# Eliomys
Eliomys són una gènere de rosegadors esciüromorfs que es poden trobar a Europa, encara que també viuen a Àfrica.
Eliomys són rosegadors petits de 10 a 13 cm, incloent la cua, tenen una franja de pèl de color negre a la zona ocular, que a manera de careta li cobreix part del rostre i es perllonga després de les orelles, detall cromàtic del que prenen el seu nom comú.
Són omnívors; mengen especialment fruits tardorencs com els dels esbarzers, castanyes, aglans, etc. També consumeixen insectes (ortòpters, aràcnids, etc.), caragols, cries d'aus i altres petits rosegadors. Poden arribar a devorar als seus congèneres després de la llarga letargia hivernal.